# Mauro Gravina
Mauro Gravina (Roma, 15 aprile 1957) è un doppiatore, direttore del doppiaggio e attore italiano.

## Biografia
Fratello dell'attrice e doppiatrice Monica Gravina, ha doppiato Christian Slater, Tom Cruise, Andy García, Johnny Depp (nei film Dead Man e Il coraggioso) e John Turturro. Nel cartone animato DuckTales - Avventure di paperi, doppiò i personaggi dei Bassotti, Pico Bass e Numero 1. Ha inoltre doppiato il personaggio di Gru nella serie televisiva animata Bob aggiustatutto. Nel 2011 ha partecipato ad una webserie italiana, Freaks!, progetto che coinvolge volti noti di YouTube e che è possibile guardare soltanto online, assieme alla moglie nel ruolo dei genitori di Silvio Bolla.
Nel 2015 è diventato la nuova voce di Tyrion Lannister nella versione italiana de Il Trono di Spade, in seguito al decesso di Gaetano Varcasia avvenuto l'anno precedente.

## Vita privata
Mauro Gravina è marito dell'attrice e doppiatrice Antonella Rinaldi e padre dell'attrice e doppiatrice Benedetta Gravina.

## Filmografia

### Cinema
- Cuore di mamma, regia di Salvatore Samperi (1969)
- I lupi attaccano in branco, regia di Phil Karlson e Franco Cirino (1970)
- Il santo patrono, regia di Bitto Albertini (1972)
- La verginella, regia di Mario Sequi (1975)
- Garofano rosso, regia di Luigi Faccini (1976)
- Don Camillo, regia di Terence Hill (1983)

### Televisione
- Qui squadra mobile – serie TV, episodio Ragazzi troppo fortunati (1976)
- Il garofano rosso, regia di Piero Schivazappa – miniserie TV (1976)
- Inverno al mare, regia di Silverio Blasi – miniserie TV (1982)
- Freaks! – webserie, episodio Trick (2011)

## Doppiaggio

### Cinema
- Peter Dinklage in 13 Moons, Just a Kiss, Il funerale è servito, Che fine ha fatto Pete Smalls?, Knights of Badassdom, Low Down, The Boss, Rememory, Lo stato della mente, Between Two Ferns - Il film, Cyrano, Hunger Games - La ballata dell'usignolo e del serpente, E all'improvviso arriva l'amore , Unfrosted - Storia di uno snack americano, The Thicket, Wicked
- Paul Reiser in Family Prayers, Mariti imperfetti, Storia di noi due, Purpose,  Ricomincio da me, Life After Beth - L'amore ad ogni costo, Il diario dell'amore, The Little Hours, Horse Girl, Un padre
- Josh Pais in Tartarughe Ninja alla riscossa, Year of the Dog, La famiglia Fang, Insospettabili sospetti, Motherless Brooklyn - I segreti di una città, Funny Pages
- Griffin Dunne in Fuori orario, Blood Ties - La legge del sangue, Rob the Mob, Touched with Fire, Ocean's 8, The French Dispatch of the Liberty, Kansas Evening Sun
- Brian d'Arcy James ne Gli invisibili, Il caso Spotlight, First Man - Il primo uomo, The Silent Man, X-Men: Dark Phoenix
- James Spader in Baby Boom, Speaking of Sex,  I Witness - La verità uccide, Stalking - La storia di Casey, The Homesman
- Matt Dillon in Un ragazzo chiamato Tex, Target - Scuola omicidi, Drugstore Cowboy, Un bacio prima di morire, Imogene - Le disavventure di una newyorkese
- Bart Johnson in Il campeggio dei papà, High School Musical, High School Musical 2, High School Musical 3: Senior Year
- Christian Slater in Tucker, un uomo e il suo sogno, Hard Cash, Lies and Illusions - Intrighi e bugie, Un uomo qualunque
- Andy García in Black Rain - Pioggia sporca, Affari sporchi, L'ultimo gigolò, Innamorarsi a Middleton
- Nicholas Rowe in Piramide di paura, True Blue - Sfida sul Tamigi, Aspettando Anya
- Matt Walsh in  Role Models, You People, Suncoast
- Greg Kinnear in  The Last Song, Stuck in Love, The English Teacher
- Tom Cruise in Taps - Squilli di rivolta, Il colore dei soldi, Cocktail
- Dan Aykroyd in Una poltrona per due, Indiana Jones e il tempio maledetto, Tutto in una notte
- Robert Downey Jr. in La donna esplosiva, Danger Zone, Charlie Bartlett
- Walter Koenig in Star Trek II - L'ira di Khan, Star Trek III - Alla ricerca di Spock, Rotta verso l'ignoto
- Toshio Kakei in Bayside Shakedown, Fullmetal Alchemist - La vendetta di Scar, Fullmetal Alchemist - Alchimia finale
- Tate Donovan in Worth - Il patto, Respect
- Matt McCoy in In fuga col malloppo, Memoria immortale
- Vincent D'Onofrio in Cuori incrociati, The Unforgivable
- Kevin Bacon in Footloose, Cop Car
- Emilio Estevez in Sorveglianza… speciale, Breakfast Club
- Steve Park in Un giorno di ordinaria follia, Asteroid City
- Jim Carrey in Se ti mordo... sei mio, Le ragazze della terra sono facili
- Johnny Depp in Dead Man, Il coraggioso
- Kyle MacLachlan in Non dirle chi sono, Effetto black out
- Noah Wyle in Scene da un crimine, White Oleander
- Anton Nouri in  Maria Stuarda, Damonen
- Simon Baker in L.A. Confidential, Not Forgotten
- William Sadler in Confess
- Keanu Reeves in Point Break - Punto di rottura
- Eugene Levy in Splash - Una sirena a Manhattan
- Brad Pitt in Fuga dal mondo dei sogni
- Anthony Heald in Una fortuna sfacciata
- Ben Mendelsohn in La seconda vita di Anders Hill
- Tony Plana in Ufficiale e gentiluomo
- John Travolta in Carrie - Lo sguardo di Satana
- Val Kilmer in Top Secret!
- Christopher McDonald in Due irresistibili brontoloni
- Eric Stoltz in Pulp Fiction
- Martin Donovan in Agente Cody Banks, BlackBerry
- Jerry Levine in Voglia di vincere
- Alec Baldwin in Beetlejuice - Spiritello porcello
- Eric Roberts in Il Papa del Greenwich Village'
- James Marshall in Fuoco cammina con me
- Jeremy Northam in Cypher
- Jonathan Pryce in Brazil
- John Hannah in Quattro matrimoni e un funerale
- Billy Zane in Silver City
- Nathaniel Parker in Amleto
- Jason Clarke in Nemico pubblico
- Jared Harris in Le origini del male
- Marco Stefanelli in Squadra antiscippo
- Mark Harmon in L'inferno sommerso
- David Hyde Pierce in Wet Hot American Summer
- Joe Regalbuto in Missing - Scomparso (ed. 2005)
- Tim Bagley in Impiegato del mese
- Paddy Considine in The Backwoods - Prigionieri nel bosco
- Donny Osmond in In viaggio per il college
- Jean Michel Casanova in Detective Dee e il mistero della fiamma fantasma
- Simon Lowe in Il cacciatore di giganti
- Tom O'Brien in Sotto accusa
- Adrian Zmed in Bachelor Party - Addio al celibato
- Andrew Daly in Tre all'improvviso
- Gérard Chaillou in L'ufficiale e la spia
- Alistar Petrie in Appuntamento al parco
- Paul Bettany in Avengers: Infinity War
- Louis Herthum in City of Lies - L'ora della verità
- James D'Arcy in Avengers: Endgame
- Jeffrey Wright in Panama Papers
- Thomas Arnold in Heart of Stone
- Edson Celulari in Un vampiro in famiglia
- Conor Mullen in Clean Up Crew - Specialisti in lavori sporchi
- Martin McDougall in Venom: The Last Dance

### Serie e film televisivi
- Tate Donovan in America's Dream
- Curtis Armstrong in Supernatural (2^ voce, st. 9-11)
- Carlos Bernard in 24
- Steven Weber in Un fantafilm - Devi crescere, Timmy Turner![1]
- James D'Arcy in Agent Carter
- Peter Dinklage in Il Trono di Spade (2^ voce, st. 5-8)
- Scott Baio in Un detective in corsia (1^ voce)
- Xander Berkeley in Salem
- Michael Gladis in Mad Men
- James Marshall ne I segreti di Twin Peaks
- Michael Hurst in Hercules
- Ian Stenlake in Sea Patrol
- Marcus Grüsser in La nostra amica Robbie
- Esai Morales in Le due facce della giustizia
- Alan Fawcett in Scuola diabolica per ragazze
- François Cluzet ne La rivoluzione francese
- Ariel Lopez Padilla in Cuore selvaggio
- Chris Owens in Sotto il cielo della Louisiana
- Thom Bray in Riptide
- Paul Bettany in WandaVision
- Ewen Bremner in Elizabeth I
- Michael Wong in Soluzione estrema
- Danny Quinn ne I promessi sposi
- Oswaldo Mago in Piccola Cenerentola
- Stuart Graham in Harry Wild - La signora del delitto
- John Hannah in The Last of Us
- John Ales in Will Trent
- Ryan Pope in Andor

### Film d'animazione
- Il padre di Riley in Inside Out, Inside Out 2
- Pallino in Daffy Duck's Quackbusters - Agenzia acchiappafantasmi
- Fiore in Il lago dei cigni
- Spaventapasseri in Il mago di Oz
- Schroeder in Preferisco Beethoven
- Zerbino in Remi - Le sue avventure
- Dente di Leone ne La collina dei conigli
- John ne Il flauto a sei Puffi
- Dijon in Zio Paperone alla ricerca della lampada perduta
- Baby Kermit ne I nostri eroi alla riscossa
- Pips in FernGully - La foresta incantata
- Oompi in Piccolo Nemo - Avventure nel mondo dei sogni
- Biagio in Lilli e il vagabondo II - Il cucciolo ribelle
- Pisco ne I Magotti e la pentola magica
- Papà in Kiki - Consegne a domicilio
- Werner in Werner Beinhart
- Shirai Kimiaki in Love Hina Christmas Special
- Emoto in You're Under Arrest - The Movie
- Pupazzo di neve in Seconda stella a sinistra
- Fasten ne Il topolino Marty e la fabbrica di perle
- Barry in Amicinemici - Le avventure di Gav e Mei
- Giddy in Battaglia per la Terra 3D
- Ben Frankenstein in Frankenweenie
- Il presidente degli Stati Uniti in Free Birds - Tacchini in fuga
- Shu in Dragon Ball Z - La battaglia degli dei, Dragon Ball Z - La resurrezione di 'F'
- Papà Enrique Rivera in Coco
- Guardia Thug 2 in Basil l'investigatopo
- Anti-Spiral in Sfondamento dei cieli Gurren Lagann
- Shadi Shin in Yu-Gi-Oh!: The Dark Side of Dimensions
- Cash/King Cash in Miraculous World: Shanghai - La leggenda di Ladydragon
- Dr. Dillamond in Wicked

### Serie animate
- Billy in Tekkaman
- Focalce in I Wuzzles
- Roger in Lavender Castle
- Bob in ReBoot
- Jerid Messa in Mobile Suit Z Gundam
- Khan Souphanousinphone in King of the Hill
- Lian Chu in Cacciatori di draghi
- Cyril Figgis in Archer
- Pico Bass in DuckTales - Avventure di paperi
- Jon Arbuckle in Garfield e i suoi amici
- Lawrence Fletcher in Phineas e Ferb
- Arturo in Miss Spider
- Gru in Bob aggiustatutto
- Agente Archer in Sergente Stripes
- Frank ne I fratelli Koala
- John in John e Solfamì, I Puffi
- Kipper in Kipper - Il più bel cucciolo del mondo
- Gusto (st. 2-3) e Unwin (st. 2) ne I Gummi
- Pigrone ne I Puffi
- Superstellino in Gli Snorky
- San Giuseppe in Gesù, un regno senza confini
- Rocky Joe in Rocky Joe
- Armand D'Argencourt in Miraculous -  Le storie di Ladybug e Chat Noir
- Visione in Avengers Assemble (2ª voce), What If...?
- Telespalla Mel ne I Simpson (st. 6-7)
- Howzer in The Seven Deadly Sins
- Melzargald in One-Punch Man
- Keisuke in L'invincibile Dendoh
- Istruttore ne L'attacco dei giganti[2]
- Shimada in Terror in Resonance
- Fastidious in Yin Yang Yo!
- Signor Anderson in Dream Productions

### Documentari
- Paul Bettany in Marvel Studios: Legends, Marvel Studios: Assembled

### Videogiochi
- Tony Almeida in 24: The Game[3]
- Nigel Gearsley in Cars 2[4]